# كاميرون ماكفيرسن
كاميرون ماكفيرسن (بالإنجليزية: Cameron MacPherson) هو لاعب كرة قدم بريطاني في مركز الوسط، ولد في 29 ديسمبر 1998 في غلاسكو في المملكة المتحدة. لعب مع نادي سانت ميرين.

## وصلات خارجية
- كاميرون ماكفيرسن على موقع قاعدة بيانات كرة القدم.إي يو (الإنجليزية)
- كاميرون ماكفيرسن على موقع Soccerbase.com (لاعب) (الإنجليزية)
- كاميرون ماكفيرسن على موقع Soccerway.com (الإنجليزية)
- كاميرون ماكفيرسن على موقع عالم كرة القدم.نت (الإنجليزية)